# Molochov
Molochov je lidový název pro funkcionalistický blok třinácti luxusních nájemních domů na pražské Letné s výhledem na Pražský hrad a Letenskou pláň. Jméno „Molochov“ se objevuje již v době stavby v roce 1937, původ názvu pravděpodobně vychází z pejorativního označení této mohutné budovy (od slova moloch) stavebními dělníky. Stavba byla dokončena roku 1938. Od roku 1964 je objekt chráněn jako památka číslo 40592/1-1558.

## Poloha a popis

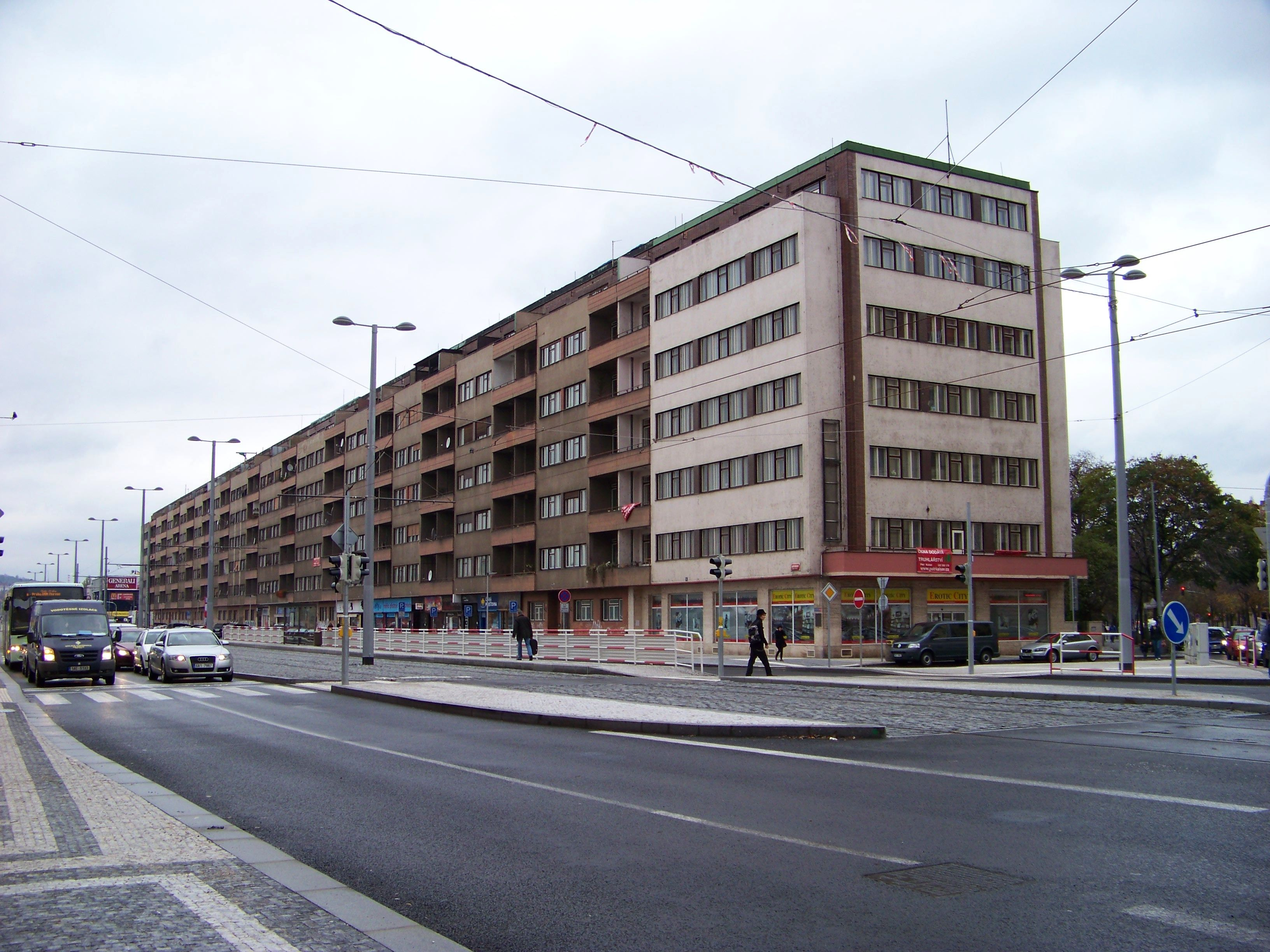
Molochov s obchodem erotického zboží namísto někdejší kavárny Letná (foto 2012)

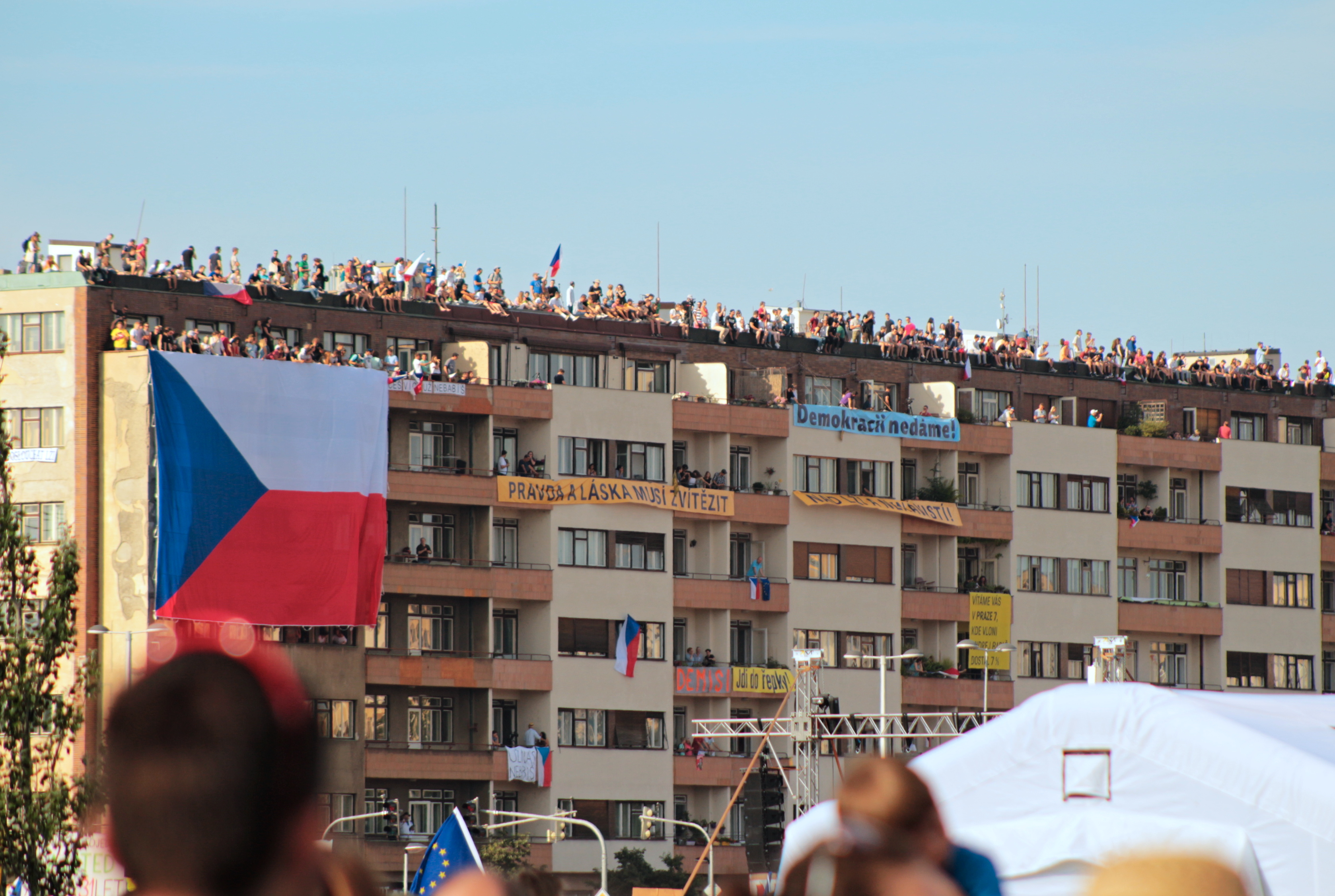
Vlajka na Molochově během demonstrace Je to na nás! v červnu 2019

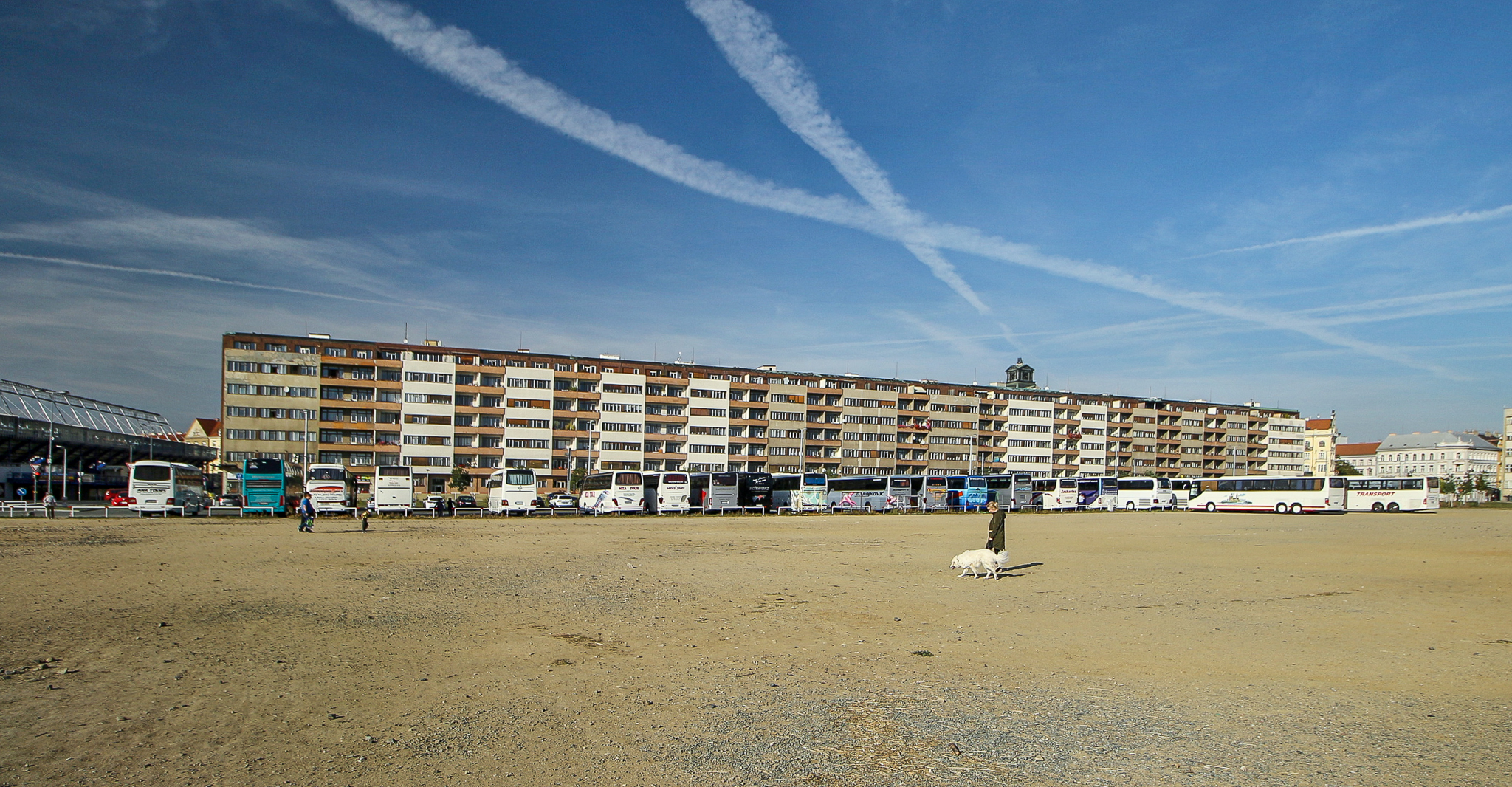
Pohled na celý blok domů z Letenské pláně

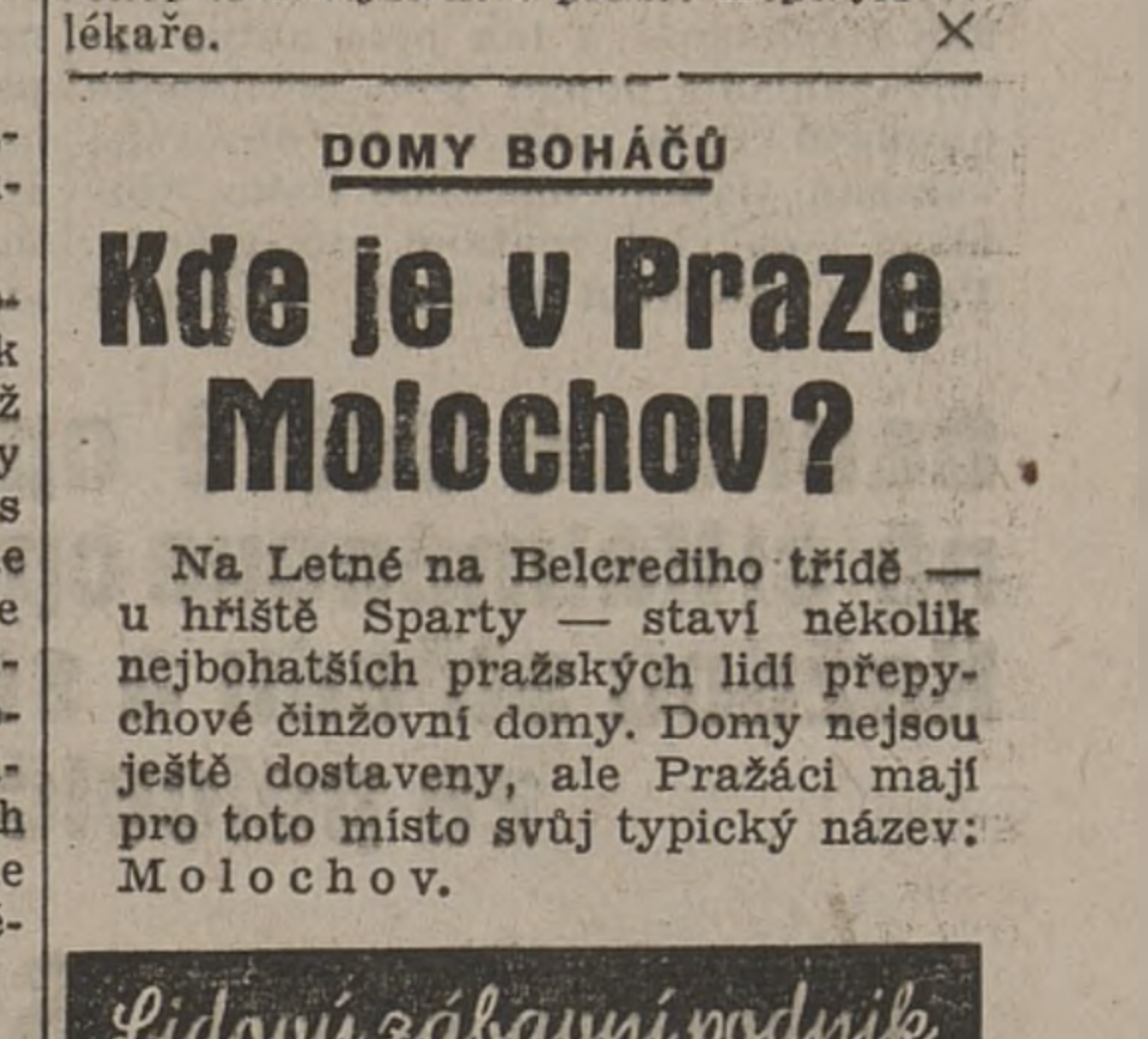
Novinový článek z roku 1937 – Kde je v Praze Molochov

Zčásti zanedbaný Molochov stále dominuje Letenské pláni v ulici Milady Horákové (č. 72–96), která v době stavby nesla jméno Belcrediho třída. Objekt je zezadu ohraničen uličkou U Letenské vodárny, ze stran jsou ulice U Sparty a Korunovační. Složitá majetková struktura jednotlivých domů a bytů komplikuje rekonstrukci domovního bloku. Na začátku září 2021 mělo 9 ze 13 domů opravenou fasádu směřující na Letnou (včetně keramických obkladů lodžií) a 4 domy i fasádu do ulice U Letenské vodárny.
Za jednotnou fasádou se skrývá soubor třinácti šestipatrových činžovních domů s betonovým a v jednom případě železobetonovým skeletem. Blok domů je 252 m dlouhý a 16,5 m široký. Byty jsou různých velikostí – od nejmenších jednopokojových pro někdejší domovníky až po desetipokojový byt přes celé patro. Tento typ bytu byl po roce 1948 přidělován komunistickým ministrům.
Nejluxusnější vchod je obložen carrarským mramorem z italských dolů. Dům je pokryt již poničeným keramickým obkladem, zakryt plochou střechou a ustupujícím posledním patrem. Obsahuje velmi zajímavé kovové prvky od zábradlí přes poštovní schránky po například kovové části dveří atd. Stavbu realizovala firma Ing. Jaromíra Bečky.
V některých pramenech je uvedeno, že blok má 14 domů, architekt Josef Havlíček totiž ve svých textech dům s č. p. 848 označoval jako dvojdům. Tento dům je ze všech nejširší, má dva výtahy a dvoje schodiště, nicméně pouze jeden vchod a jedno číslo popisné i orientační a v katastru nemovitostí je veden jako jeden dům.

## Slavní obyvatelé
Do války zde dominovali bohatí obchodníci, z nichž část skončila během války v koncentračních táborech a nahradila je nacistická smetánka a zaměstnanci říšského filmového průmyslu. Po roce 1948 začali uprázdněná místa nahrazovat představitelé komunistického režimu a tlak na změnu nájemníků vznikal i z nedalekého ministerstva vnitra.
Mezi známé obyvatele domu patřil ministr zahraničí Bohuslav Chňoupek, komunistický ministr spojů Karel Hoffman, který zde obýval celé patro, velitel Státní bezpečnosti plukovník Osvald Závodský, generální prokurátor Jan Bartuška, poslanec KSČ Lumír Čivrný, komunistický funkcionář Jozef Lenárt, komunistický politik Čestmír Císař, komunistický politik a pražský primátor Adolf Svoboda, stalinistický novinář Vojtěch Dolejší a celá řada dalších prominentů komunistického režimu.
V Molochově měl byt i premiér Ladislav Adamec. Tam za ním přišli v neděli 19. 11. 1989 Michal Horáček a Michael Kocáb jako iniciativa Most, jež zprostředkovala vyjednávání vlády s opoziční Chartou 77 a vznikajícím Občanským fórem.

## Autoři
Domy měly být původně stavěny odděleně různými architekty, až později přišlo rozhodnutí budovu sjednotit fasádou. Nakonec byl postaven v letech 1936–1938 architekty Josefem Havlíčkem (mj. autor sjednocující fasády) a bratry Otto Kohnem a Karlem Kohnem (mj. autory okrajových domů a také původního projektu). Oba bratři Kohnové byli před postupujícími nacistickými vojsky nuceni v roce 1938 uprchnout s rodinami do Ekvádoru. Otto Kohn byl biologickým otcem Miloše Formana.
Na vnitřním řešení jednotlivých domů se podíleli tito architekti: Josef Havlíček (č. p. 852 a 853), Otto a Karel Kohnovi (č. p. 845, 848, 849, 850, 851 a 862), Ernst Mühlstein a Victor Fürth (č. p. 846 a 861; navrhli i již zmíněný mramorový vchod), František Votava (č. p. 847) a Leo Lauermann (č. p. 859 a 860).
Příběh jednotné fasády podrobně popsal Josef Havlíček v článku „Jednotné řešení obytného bloku na Letné u Vodárny“ v časopise Architekt SIA (ročník 1939, str. 37–41) a v kapitole „Jednotné řešení bloku obytných domů v Praze na Letné“ ve své knize Návrhy a stavby (SNTL 1964, str. 28–29).

## Ochrana
Dům je památkově chráněn, je zapsán pod rejstříkovým číslem 40592/1-1558. Ochrana mu byla přiznána od 1. ledna 1964.